# Cristina Castaño
Cristina Castaño Gómez (Villalba, Lugo, 30 de octubre de 1978) es una actriz española. Se dio a conocer por su papel de Lydia Celada en la serie Al salir de clase (2000-2002). Ha interpretado diversos papeles en cine, televisión y teatro, destacando su participación en la serie La que se avecina (2009-2016) y en la serie de Netflix, Toy Boy (2019-2022).

## Biografía
Cristina Castaño nació en Villalba (Lugo) y creció en Villagarcía de Arosa (Pontevedra). A los diez años descubrió su vocación por la interpretación tras ver la obra Los ochenta son nuestros de Ana Diosdado en el Teatro Principal de Santiago de Compostela, ciudad donde realizó sus estudios primarios en el colegio San José de Cluny. Con 18 años se trasladó a Madrid para estudiar Periodismo, pero pronto abandonó la carrera para dedicarse a la actuación. Se formó con maestros como Juan Carlos Corazza y Augusto Fernandes.

## Trayectoria profesional
Cristina Castaño comenzó su carrera profesional como actriz en 1999, debutando en la obra teatral Las manzanas del viernes, junto a la legendaria actriz Concha Velasco, en el Teatro Ayala de Bilbao. En televisión, uno de sus primeros papeles destacados fue en la serie Pratos combinados de la Televisión de Galicia (TVG), interpretando a Paula Barreiro en 29 episodios entre 2000 y 2001. En 2000, se unió al elenco de Al salir de clase, emitida por Telecinco. Su personaje, Lydia Celada, inicialmente concebido como secundario, evolucionó hasta convertirse en uno de los principales, permaneciendo en la serie hasta su final en 2002. Debido a incompatibilidades, dejó Pratos combinados en 2001, siendo reemplazada por María Castro, con quien trabajaría más tarde en la película Días azules (2006).
Tras Al salir de clase, Cristina continuó consolidando su carrera con apariciones en series nacionales, películas y proyectos teatrales. En 2001, incursionó en la música, colaborando con artistas como Carlos Núñez y Lucía Gil, y representó a España junto a Elvira Prado en el Festival Internacional de la Canción de Viña del Mar.
En 2005, regresó a la TVG con la serie 4º sen ascensor. Entre 2006 y 2008, se unió al musical Fama, realizando más de 600 funciones en toda España, mientras participaba en la serie Herederos (2007-2008). En 2008, protagonizó la serie El Comisario como la forense Sara Ruiz.
El reconocimiento nacional llegó en 2009 con su papel de Judith Becker en la serie de Telecinco La que se avecina. Durante este periodo, también participó en otras producciones televisivas como Frágiles (2013) y el programa de monólogos El club de la comedia, donde actuó entre 2011 y 2015. En mayo de 2016, tras más de 90 episodios, anunció su salida de La que se avecina para dedicarse a otros proyectos.
En 2015, asumió el papel principal en el musical Cabaret, dirigido por Jaime Azpilicueta, interpretando a Sally Bowles. La producción, presentada en el Teatro Rialto de Madrid, estuvo en cartel hasta 2016 y realizó una gira nacional. La obra ganó 9 premios en los Premios Teatro Musical, incluyendo el de Mejor Actriz Revelación para Castaño.
Entre 2017 y 2019, combinó teatro y cine, participando en películas como Nacida para ganar (2016), Sin rodeos (2018), y el cortometraje El juego, dirigido por Isabel Coixet. También protagonizó la serie Cuerpo de Élite en Antena 3 y la obra teatral ¿Quién es el Sr. Schmitt? junto a Javier Gutiérrez.
En 2019, protagonizó la serie Toy Boy en Antena 3, donde interpretó a Macarena Medina de Solís, un papel que le otorgó visibilidad internacional tras su inclusión en Netflix. La serie renovó para una segunda temporada en 2022, aunque no se confirmó una tercera.
En 2024, se unió al reparto de la serie Rapa de Movistar Plus+, interpretando a Inma Támoga, madre de una joven secuestrada, marcando un cambio de registro hacia roles dramáticos más profundos. Durante la gala de los Premios Goya, destacó por su discurso a favor del empoderamiento femenino y la igualdad de género en la industria audiovisual española.
El 14 de junio de 2024 fue una de las 4 humoristas españolas de un total de 107 humoristas invitados a un encuentro con el Papa Francisco en el Vaticano.

## Vida personal
Cristina Castaño es sobrina del comunicador Pepe Domingo Castaño. Tiene cuatro hermanos, uno de ellos el actor Nacho Castaño.
Ha hablado públicamente sobre el bullying que sufrió en la infancia, destacando la importancia de buscar apoyo. También es conocida por su compromiso con causas como el empoderamiento femenino y la denuncia de abusos en la industria del entretenimiento.
En mayo de 2025, anunció su embarazo.

## Premios y reconocimientos
- 2005: Nominada en los Premios Mestre Mateo a la Mejor Interpretación Femenina Protagonista por 4º sen ascensor.
- 2007: Ganadora del Premio del Jurado a la Mejor Actriz en el IV Festival de Cans por su actuación en el cortometraje Sen chumbo.
- 2012: Nominada en los I Premios Zapping Magazine como Mejor Actriz Secundaria por La que se avecina.[17]
- 2014: Ganadora en los III Premios Zapping Magazine como Mejor Actriz Secundaria por La que se avecina.
- 2015:
  - Nominada en los IV Premios Zapping Magazine como Mejor Actriz Protagonista por La que se avecina.[18]
  - Ganadora del Premio Teatro Bodevil a la Mejor Actriz por Cabaret.[19]
- 2016:
  - Mejor Actriz Revelación en los IX Premios del Teatro Musical por Cabaret.[20]
  - Nominada en los Fotogramas de Plata como Mejor Actriz de Teatro por Cabaret.
- 2017: Premio Pilar de Honor en el Festival de Cortometrajes Cortopilar, celebrado en Pilar de la Horadada, como reconocimiento a toda su trayectoria artística.
- 2018: Ganadora en los II Premios Nacionales de Aquí Televisión a la Mejor Actriz por su papel en Cuerpo de Élite.
- 2019: Premio OUFF Televisión en el Festival de Cine Internacional de Ourense (OUFF) como reconocimiento a su trayectoria profesional.[21]
- 2021: Nominada al Premio Feroz a la Mejor Actriz de Reparto en una serie por Toy Boy.[22]

## Filmografía completa

### Cine
| Año  | Título                                          | Personaje                                    | Director                   |
| ---- | ----------------------------------------------- | -------------------------------------------- | -------------------------- |
| 1987 | Divinas palabras                                | -                                            | José Luis García Sánchez   |
| 2004 | XXL                                             | Rubia                                        | Julio Sánchez Valdés       |
| 2006 | Días azules                                     | Elena                                        | Miguel Santesmases         |
| 2007 | La playa roja                                   | -                                            | Fernando Díaz              |
| 2007 | El secreto de la abuela                         | -                                            | Belén Anguas               |
| 2016 | Nacida para ganar                               | María Dolores                                | Vicente Villanueva         |
| 2016 | Angry Birds: la película (doblaje)              | Matilda (voz en español)                     | Clay Kaytis                |
| 2016 | La madriguera                                   | Rosa Maicas                                  | Kurro González             |
| 2017 | Proyecto tiempo                                 | Presentadora de TV                           | Isabel Coixet              |
| 2018 | Sin rodeos                                      | Vanessa                                      | Santiago Segura            |
| 2018 | Hotel Transylvania 3: Summer Vacation (doblaje) | Capitana Ericka Van Helsing (voz en español) | Genndy Tartakovsky         |
| 2019 | Bajo el mismo techo                             | Arancha                                      | Juana Macías               |
| 2019 | Lo dejo cuando quiera                           | Isa                                          | Carlos Therón              |
| 2022 | Caribe: todo incluido                           | Elena                                        | Miguel García de la Calera |
| 2022 | 13 exorcismos                                   | Asunción                                     | Jacobo Martínez            |
| 2022 | Matrimillas                                     | Milán                                        | Sebastián De Caro          |

### Cortometrajes
| Año  | Título            | Personaje                | Dirección                   |
| ---- | ----------------- | ------------------------ | --------------------------- |
| 2000 | Amores que matan  | Entrevistada en la calle | Icíar Bollaín               |
| 2000 | Alzheimer         | -                        | Álex Sampayo                |
| 2003 | Lengua de gato    | -                        | Guillermo Florence          |
| 2006 | Sin plomo         | Mónica                   | Jorge Saavedra              |
| 2008 | En el apartamento | Paula                    | Mario San Emeterio          |
| 2013 | The Other Side    | Mamá                     | Conrad Mess                 |
| 2014 | La trampa estesia | Sara                     | Eduardo Chapero-Jackson     |
| 2016 | Vida              | -                        | Manuel Garrido y Rubén Riós |
| 2017 | Le chat doré      | Violinista               | Nata Moreno                 |
| 2019 | Mejor actriz      | Diva 2                   | Sadrak Zmork                |

### Televisión
| Año        | Título              | Personaje                | Canal                  | Notas         |
| ---------- | ------------------- | ------------------------ | ---------------------- | ------------- |
| 1999       | Compañeros          | Extra                    | Antena 3               | 1 episodio    |
| 2000-2001  | Pratos combinados   | Paula Barreiro           | TVG                    | 29 episodios  |
| 2000-2002  | Al salir de clase   | Lydia Celada             | Telecinco              | 318 episodios |
| 2002       | El comisario        | Alexia                   | Telecinco              | 1 episodio    |
| 2005       | 4º sen ascensor     | Lucía                    | TVG                    | 33 episodios  |
| 2005       | 7 vidas             | Nuria                    | Telecinco              | 1 episodio    |
| 2005-2006  | Hospital Central    | Susana / Virginia        | Telecinco              | 2 episodios   |
| 2006       | Con dos tacones     | Cristina                 | La 1                   | 3 episodios   |
| 2007-2008  | Herederos           | Rocío Urquijo            | La 1                   | 13 episodios  |
| 2008       | El comisario        | Sara Ruiz                | Telecinco              | 10 episodios  |
| 2009-2016  | La que se avecina   | Judith Becker Hernández  | Telecinco              | 96 episodios  |
| 2013       | Frágiles            | Miriam                   | Telecinco              | 1 episodio    |
| 2017       | El final del camino | Constanza de Borgoña     | La 1                   | 6 episodios   |
| 2018       | Cuerpo de élite     | Elena Rodríguez Neira    | Antena 3               | 13 episodios  |
| 2019; 2021 | Toy Boy             | Macarena Medina de Solís | Antena 3 / Atresplayer | 21 episodios  |
| 2021       | The Mallorca Files  | Domenica Castaña         | BBC One                | 1 episodio    |
| 2024       | Na Gloria           | Pati                     | TVG                    | 15 episodios  |
| 2024       | Rapa                | Inma Támoga              | Movistar Plus+         | 6 episodios   |
| 2025       | Lume                | Lucía Salceda Pereira    | TVG / RTP / HBO Max    | ¿? episodios  |

### Teatro y musicales
| Año       | Título                    | Personaje             | Notas |
| --------- | ------------------------- | --------------------- | --- |
| 1999-2000 | Las manzanas del viernes  | Hija de Orosia        | Debut teatral junto a Concha Velasco en el Teatro Ayala de Bilbao. |
| 2002      | Fashion Feeling Music     | Cristina              | Comedia musical ambientada en el mundo de la moda. |
| 2006-2008 | Fama                      | Señorita Bell         | Más de 600 funciones en toda España. |
| 2011      | Tartufo                   | Mariana               | Versión contemporánea de la obra de Molière. |
| 2013      | La llamada                | Milagros              | Participación en el fenómeno musical dirigido por Javier Calvo y Javier Ambrossi.                                                                                         |
| 2014-2015 | El lenguaje de tus ojos   | Princesa de Barcelona | Drama romántico dirigido por Pablo Messiez. |
| 2015-2017 | Cabaret                   | Sally Bowles          | Protagonista en la adaptación de Jaime Azpilicueta presentada en el Teatro Rialto de Madrid. Ganadora del premio a Mejor Actriz Revelación en los Premios Teatro Musical. |
| 2018-2019 | ¿Quién es el Sr. Schmitt? | Señora Carnero        | Comedia negra dirigida por Sergio Peris-Mencheta junto a Javier Gutiérrez.                                                                                                |